# Pachyascaceae
Pachyascaceae is een botanische naam voor een monotypisch familie van korstmossen behorend tot de orde Lecanorales. Het bevat alleen het geslacht Pachyascus.